# Matt Dillon
Matthew Raymond Dillon, detto Matt (New Rochelle, 18 febbraio 1964), è un attore e pittore statunitense.

## Biografia
Dillon nasce a New Rochelle, nello stato di New York, nel 1964 in una famiglia di religione cattolica e d'origini irlandesi. Ha un fratello, Kevin, anche lui attore. Il suo prozio paterno era il fumettista Alex Raymond, celebre per aver creato il personaggio di Flash Gordon. 
Inizia la carriera nella prima metà degli anni ottanta e appare nei film I ragazzi della 56ª strada e Rusty il selvaggio, entrambi diretti nel 1983 da Francis Ford Coppola. Recita in commedie come I maledetti di Broadway (1989), In & Out (1997) e Tutti pazzi per Mary (1998), e in film drammatici, come Paura (1986), Factotum (2005), nel ruolo di Henry Chinaski (alter ego letterario di Charles Bukowski) e Crash - Contatto fisico (2004), che gli vale una candidatura per il premio Oscar al miglior attore non protagonista (per lo stesso film vince l'Independent Spirit Awards).
Ha partecipato a molti film di successo tra cui Giovani guerrieri (1979), I ragazzi della 56ª strada (1983), Rusty il selvaggio (1983), Drugstore Cowboy (1989), Mister Wonderful (1993), Da morire (1995), Crash - Contatto fisico (2004), per cui è stato candidato all'Oscar al miglior attore non protagonista, Sunlight Jr. - Sognando la felicità (2013) e La casa di Jack (2018). Nel 2002 esordisce alla regia con il film City of Ghosts. Nel 2006 vince il premio Donostia al festival internazionale del cinema di San Sebastián.
Ha conciliato la recitazione con l'attività di pittore. Nel 2022 gli è stato assegnato a Venezia il Premio Fondazione Mimmo Rotella. 

## Vita privata
Ha avuto una relazione dal 1995 al 1999 con l'attrice Cameron Diaz, sua partner nel film Tutti pazzi per Mary. Dal 2014 al 2023 è stato fidanzato con l’attrice, ballerina e coreografa Roberta Mastromichele. Ha inoltre partecipato al video musicale Fairytale of New York della band irlandese The Pogues.

## Filmografia

### Attore

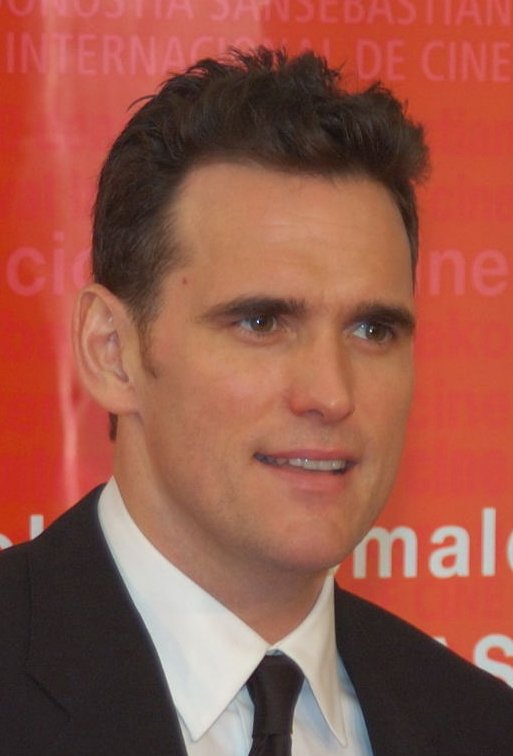
Matt Dillon al Festival Internazionale del Cinema di San Sebastián 2009

#### Cinema
- Giovani guerrieri (Over the Edge), regia di Jonathan Kaplan (1979)
- Little Darlings, regia di Ronald F. Maxwell (1980)
- La mia guardia del corpo (My Bodyguard), regia di Tony Bill (1980)
- Un ragazzo chiamato Tex (Tex), regia di Tim Hunter (1982)
- I ragazzi della 56ª strada (The Outsiders), regia di Francis Ford Coppola (1983)
- Rusty il selvaggio (Rumble Fish), regia di Francis Ford Coppola (1983)
- Flamingo Kid (The Flamingo Kid), regia di Garry Marshall (1984)
- Target - Scuola omicidi (Target), regia di Arthur Penn (1985)
- Rebel, regia di Michael Jenkins (1985)
- Paura (Native Son), regia di Jerrold Freedman (1986)
- Braccio vincente (The Big Town), regia di Ben Bolt (1987)
- Kansas, regia di David Stevens (1988)
- I maledetti di Broadway (Bloodhounds of Broadway), regia di Howard Brookner (1989)
- Drugstore Cowboy, regia di Gus Van Sant (1989)
- Un bacio prima di morire (A Kiss Before Dying), regia di James Dearden (1991)
- Singles - L'amore è un gioco (Singles), regia di Cameron Crowe (1992)
- Fort Washington - Vita da cani (The Saint of Fort Washington), regia di Tim Hunter (1993)
- Mister Wonderful, regia di Anthony Minghella (1993)
- Golden Gate, regia di John Madden (1994)
- Da morire (To Die For), regia di Gus van Sant (1995)
- Frankie delle stelle (Frankie Starlight), regia di Michael Lindsay-Hogg (1995)
- Beautiful Girls, regia di Ted Demme (1996)
- La grazia nel cuore (Grace of My Heart), regia di Allison Anders (1996)
- Insoliti criminali (Albino Alligator), regia di Kevin Spacey (1996)
- In & Out, regia di Frank Oz (1997)
- Sex Crimes - Giochi pericolosi (Wild Things), regia di John McNaughton (1998)
- Tutti pazzi per Mary (There's Something About Mary), regia di Bobby e Peter Farrelly (1998)
- Un corpo da reato (One Night at McCool's), regia di Harald Zwart (2001)
- Deuces Wild - I guerrieri di New York (Deuces Wild), regia di Scott Kalvert (2002)
- City of Ghosts, regia di Matt Dillon (2002)
- Employee of the Month, regia di Mitch Rouse (2004)
- Crash - Contatto fisico (Crash), regia di Paul Haggis (2004)
- Loverboy, regia di Kevin Bacon (2005)
- Factotum, regia di Bent Hamer (2005)
- Herbie - Il super Maggiolino (Herbie Fully Loaded), regia di Angela Robinson (2005)
- Tu, io e Dupree (You, Me and Dupree), regia di Anthony e Joe Russo (2006)
- Una sola verità (Nothing But the Truth), regia di Rod Lurie (2008)
- Daddy Sitter (Old Dogs), regia di Walt Becker (2009)
- Blindato (Armored), regia di Nimród Antal (2009)
- Takers, regia di John Luessenhop (2010)
- Imogene - Le disavventure di una newyorkese (Girl Most Likely), regia di Shari Springer Berman e Robert Pulcini (2012)
- Sunlight Jr. - Sognando la felicità (Sunlight Jr.), regia di Laurie Collyer (2013)
- Pawn Shop Chronicles, regia di Wayne Kramer (2013)
- The Art of the Steal - L'arte del furto (The Art of the Steal), regia di Jonathan Sobol (2013)
- Affari di famiglia (Bad Country), regia di Chris Brinker (2014)
- Insospettabili sospetti (Going in Style), regia di Zach Braff (2017)
- La casa di Jack (The House That Jack Built), regia di Lars von Trier (2018)
- Un viaggio indimenticabile (Head Full of Honey), regia di Til Schweiger (2018)
- Tutto l'amore per Grace (Running for Grace), regia di David L. Cunningham (2018)
- Proxima, regia di Alice Winocour (2019)
- Capone, regia di Josh Trank (2020)
- Asteroid City, regia di Wes Anderson (2023)
- Maria, regia di Jessica Palud (2024)

#### Televisione
- American Playhouse – serie TV, 1 episodio (1982)
- Women & Men 2: In Love There Are No Rules, regia di Walter Bernstein e Mike Figgis – film TV (1991)
- Modern Family – serie TV, 1 episodio (2011)
- Wayward Pines – serie TV, 10 episodi (2015)

### Regista
- City of Ghosts (2002)
- El Gran Fellove (2020)

### Doppiatore
- I Simpson (The Simpsons) – serie TV, 1 episodio (2007)
- Rock Dog, regia di Ash Brannon (2016)

## Riconoscimenti
- Premio Oscar
  - 2006 – Candidatura al miglior attore non protagonista per Crash - Contatto fisico

## Doppiatori italiani
Nelle versioni in italiano delle opere in cui ha recitato, Matt Dillon è stato doppiato da:
- Francesco Prando in Da morire, Frankie delle stelle, Un corpo da reato, City of Ghosts, Herbie - Il super Maggiolino, Tu, io e Dupree, Modern Family, Takers, Pawn Shop Chronicles, Wayward Pines, Insospettabili sospetti, La casa di Jack, Capone, Asteroid City
- Mauro Gravina in Un ragazzo chiamato Tex, Target - Scuola omicidi, Drugstore Cowboy, Un bacio prima di morire, Imogene - Le disavventure di una newyorkese
- Pino Insegno in Mister Wonderful, Crash - Contatto fisico, Blindato, The Art of the Steal - L'arte del furto
- Luca Ward in Braccio vincente, Kansas, Beautiful Girls, Deuces Wild - I guerrieri di New York
- Riccardo Rossi in Rusty il selvaggio, Drugstore Cowboy (ridoppiaggio), Insoliti criminali
- Sandro Acerbo in Flamingo Kid, I maledetti di Broadway
- Angelo Maggi in Factotum, Daddy Sitter
- Francesco Bulckaen in Loverboy, High Desert
- Loris Loddi in La mia guardia del corpo
- Gianni Giuliano in I ragazzi della 56ª strada
- Massimo Rossi in Paura
- Oreste Baldini in Singles - L'amore è un gioco
- Christian Iansante in La grazia nel cuore
- Roberto Chevalier in In & Out
- Massimo De Ambrosis in Sex Crimes - Giochi pericolosi
- Teo Bellia in Tutti pazzi per Mary
- Andrea Ward in Sunlight Jr. - Sognando la felicità
- Roberto Draghetti in Affari di famiglia
- Fabio Boccanera in Un viaggio indimenticabile

Da doppiatore è sostituito da:
- Gaetano Varcasia ne I Simpson
- Francesco Meoni in Rock Dog